# جزیره ویلیامز (استرالیای جنوبی)
جزیره ویلیامز (استرالیای جنوبی) (به انگلیسی: Williams Island (South Australia)) یک منطقهٔ مسکونی در استرالیا است که در خلیج بزرگ استرالیا واقع شده‌است.